# Mauna scelestaria
Mauna scelestaria är en fjärilsart som beskrevs av Felder 19874. Mauna scelestaria ingår i släktet Mauna och familjen mätare. Inga underarter finns listade i Catalogue of Life.